# Eucynortoides brasiliensis
Eucynortoides brasiliensis is een hooiwagen uit de familie Cosmetidae.